# Ober-Danegg
Ober-Danegg ist eine Ortschaft und als Oberdanegg eine Katastralgemeinde in der Marktgemeinde Grafenbach-St. Valentin, Niederösterreich. Die Ortschaft hat 149 Einwohner (Stand 1. Jänner 2024). Bis Ende 1971 war Ober-Danegg eine eigenständige Gemeinde.
Der früher Taenich genannte Ort, was „waldiger Abhang“ bedeutet, liegt südlich von Ternitz, südlich der Semmering Schnellstraße und war früher stark landwirtschaftlich geprägt.

## Geschichte
Laut Adressbuch von Österreich waren im Jahr 1938 in der Ortsgemeinde Ober-Danegg zwei Gastwirte, ein Gemischtwarenhändler, ein Landesproduktehändler, zwei Schuster, ein Trafikant und einige Landwirte ansässig.
Mit 1. Jänner 1972 wurden im Zuge der Niederösterreichischen Kommunalstrukturverbesserung die bis dahin selbständigen Gemeinden Penk und Ober-Danegg nach Grafenbach-Sankt Valentin eingemeindet.

## Persönlichkeiten
- Herbert Kautz (1945–2005), Elektriker und Abgeordneter (SPÖ) zum Landtag von Niederösterreich
- Sylvia Kögler (* 1971), Politikerin und Abgeordnete (SPÖ) zum Landtag von Niederösterreich, wohnt in Ober-Danegg